# Здание суда (Чикаго)
Здание суда (англ. Courthouse Place), также известное как Здание уголовного суда округа Кук (англ. Cook County Criminal Court Building), — строение в городе Чикаго (штат Иллинойс), расположенное по адресу Вест-Хаббард-стрит, 54 в районе Нир-Норт-Сайд. Возведённое в романском стиле Ричардсона оно ныне служит офисным зданием. Здание суда было построено по проекту архитектора Отто Х. Маца в 1893 году, при этом использовались материалы из разобранного прежнего здания уголовного суда 1874 года, существовавшего на том же месте ранее (в частности в его стенах прошёл суд и казни зачинщиков бунта на Хеймаркете). Комплекс здания суда включал в себя помимо прочего тюрьму округа Кук и виселицу для заключённых, приговорённых к смертной казни. В 1920-е года пристроенная тюрьма, находившаяся за зданием суда и не сохранившаяся до нынешних времён, вмещала около 1200 заключённых, а иногда и вдвое больше, когда суд не справлялся с большим количеством рассматриваемых в нём дел.
В течение первых 35 лет существования нынешнего Здания суда в нём размещались уголовные суды округа Кук, и в его стенах проходили многие легендарные судебные процессы, включая дело об убийстве Леопольда и Лёба, скандал Блэк Сокс и судебные процессы эпохи джаза, которые легли в основу спектакля и мюзикла «Чикаго». Газетчики Бен Хехт и Чарлз Макартур положили в основу большей части своей пьесы 1928 года «Первая полоса» описания ежедневных событиях в этом здании. К другим авторам эпохи литературного возрождения Чикаго 1920-х годов, которые работали в пресс-центре на четвёртом этаже здания, относились Карл Сэндберг, Шервуд Андерсон и Винсент Старретт. 13 ноября 1984 года здание было включено в Национальный реестр исторических мест США, а 9 июня 1993 года признано достопримечательностью Чикаго.
В 1929 году суды по уголовным делам покинули это здание, как и тюрьма округа Кук. Впоследствии оно было занято Чикагским советом здравоохранения и другими городскими учреждениями. В 1985 году, после неудачных переделок и долгого периода запустения здание было приобретено частным застройщиком Friedman Properties, Ltd. Здание было отремонтировано и переоборудовано под офисное здание Courthouse Place, чья площадь впоследствии была увеличена за счёт реставрации других окружающих его исторических зданий.

## Галерея

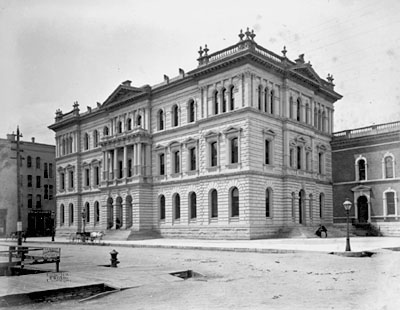
Здание уголовного суда округа Кук после Великого пожара в Чикаго (1874—1892), которое было заменено на существующее и поныне на том же месте